# Куратури (Јаши)
Куратури (рум. Curături) насеље је у Румунији у округу Јаши у општини Чуреа. Oпштина се налази на надморској висини од 172 m.

## Становништво
Према подацима из 2002. године у насељу је живело 289 становника, од којих су сви румунске националности.